# Бюттнер, Харальд
Ха́ральд Бю́ттнер (нем. Harald Büttner;  род. 13 апреля 1953, Майсен) —  немецкий борец вольного стиля, чемпион мира и Европы.

## Спортивная карьера
- Чемпион мира (1978), серебряный призёр чемпионатов мира (1975, 1977), бронзовый призёр чемпионата мира (1974).
- Чемпион Европы (1974), серебряный призёр чемпионата Европы (1975), бронзовый призёр чемпионатов Европы (1973, 1977, 1980).
- Выступал на двух Олимпиадах (1976, 1980).
- 7-кратный чемпион ГДР[1].
- Серебряный призёр первенства Европы среди молодёжи (1972).

## Семья
Женат, жена — известная восточногерманская конькобежка Моника Зерничек.